# Leona Cavalli
Pour les articles homonymes, voir Léona.
Alleyona Canedo da Silva, née le 6 novembre 1969 à Rosário do Sul, est une actrice brésilienne,.

## Carrière
Elle joue dans plusieurs films tels que Um Céu de Estrelas, Amarelo Manga, Carandiru, Olga, Antônia, Aparecida - O Milagre.
Elle joue également dans plusieurs feuilletons ou miniséries comme Belíssima, Bang Bang, la mini-série de l Amazônia, de Galvez a Chico Mendes, Duas Caras, Negócio da China.
En 2011, elle fait une apparition dans le soap opera Araguaia puis dans le feuilleton A Vida da Gente où elle interprète le Dr. Celina,.
En 2012, elle fait une apparition dans la série As Brasileiras, et joue son premier rôle de méchante dans l'adaptation du roman Gabriela.
En 2013, elle interprète le médecin Glauce dans le feuilleton Amor à Vida.

## Filmographie
| Année | Titre                       | Rôle          | Notes         |
| ----- | --------------------------- | ------------- | ------------- |
| 1996  | Um Céu de Estrelas          | Dalva         |               |
| 1997  | O Trabalho dos Homens       | Raped woman   | court-métrage |
| 1999  | Ilha                        | Mariana       |               |
| 2000  | Através da Janela           | Simone        |               |
| 2002  | Mango Yellow                | Lígia         |               |
| 2003  | Carandiru                   | Dina          |               |
| 2004  | Desequilíbrio               | Prostituta    | court-métrage |
| 2004  | Contra Todos                | Cláudia       |               |
| 2004  | Olga                        | Maria         |               |
| 2004  | Capital Circulante          |               | court-métrage |
| 2005  | Quanto Vale Ou É Por Quilo? | Clara         |               |
| 2005  | Cafundó                     | Rosário       |               |
| 2006  | Antônia                     |               |               |
| 2010  | Os Inquilinos               | Fátima        |               |
| 2010  | Aparecida - O Milagre       | Sônia Resende |               |